# Etelvino Vega
Etelvino Vega Martínez  était un militant communiste espagnol, membre du Parti communiste d'Espagne (PCE) et dirigeant militaire des forces républicaines pendant la guerre civile espagnole.

## Biographie
Il est né à Mieres (Asturies) en 1906, sa famille est de la classe ouvrière. Il rejoint le Parti communiste en 1923.
Entre 1924 et 1925 il est secrétaire général de la jeunesse communiste dans les Asturies. Il déménagée à Madrid en 1926. Son frère Carlos est également militant communiste, il sera fusillé à Oviedo par les insurgés au début de la guerre civile. Il rejoint le Bureau politique du PCE en mars 1930,. Il fait partie du noyau dirigeant formé par le Secrétaire général José Bullejos, avec Gabriel Leon Battage et Manuel Adame. Il est nommé secrétaire politique du comité central de la jeunesse du parti.
En 1934 il est exclu du parti communiste, il rejoint la Jeunesse socialiste. Il participe à la révolution d'octobre de 1934 et est emprisonné à Madrid. Il y reste jusqu'en février 1936, après les élections, il y a l'amnistie pour les personnes reconnues coupables des événements d'octobre de 1934.
Au début de la guerre civile, il est à Aranjuez. Il dirige un bataillon de milice organisée socialiste dans la Sierra de Guadarrama. Le 7 novembre, le bataillon d'octobre est déplacé à Madrid pour contribuer à la défense de la capitale. Pendant son séjour à Madrid, le 19 décembre, il épouse Isabel Vicente.
En janvier 1937, il est nommé commandant de la 68e brigade devant Madrid et participe à la bataille de Brunete. Il participe à la bataille de Teruel, il commande la 68e division 68e intégré dans l'armée XVIII corps d'armée. Il est nommé lieutenant colonel.
À la fin de 1937, Le parti communiste réorganise l'armée et Etelvino Vega est arrêté.
A la fin de la guerre il est libéré à Alicante avant l'entrée des troupes de Franco dans la ville, mais il ne put s'échapper et est arrêtée avec la milice. Il est interné dans le camp de Camp de concentration d'Albatera (Espagne). Il est condamné et exécuté le 15 novembre 1939 devant les murs du cimetière municipal d'Alicante avec vingt-six autres républicains.